# Jinlong
Jinlong (chinesisch 金龙镇, Pinyin Jīnlóng zhèn) ist eine Großgemeinde im Südwesten der Volksrepublik China. Sie gehört zum Verwaltungsgebiet des Kreises Longzhou, der seinerseits der bezirksfreien Stadt Chongzuo im Autonomen Gebiet Guangxi der Zhuang unterstellt ist. Die Großgemeinde Jinlong verwaltet ein Territorium von 197,3 Quadratkilometern mit einer Gesamtbevölkerung von 29.982 Personen im Jahre 2015. Die Bevölkerungszählung des Jahres 2000 hatte eine Gesamtbevölkerung von 26.529 Personen in 5865 Haushalten ergeben, davon 13.753 Männer und 12.776 Frauen. Die Bevölkerung besteht vorwiegend aus Zhuang und Han.
Jinlong liegt im Nordwesten des Kreises Longzhou und grenzt im Osten und Norden an Daxin, im Westen an Vietnam (Provinz Cao Bằng) und im Süden an Zhubu. Das Relief ist vor allem bergig und fällt von Nordwesten nach Südosten ab. Die wichtigsten Berge sind der Badan Shan und der Baotai Shan. Jinlong verfügt über 3150 Hektar Ackerland und ein mildes subtropisches Klima mit genügend Niederschlag und Sonnenstunden bei einer Jahresdurchschnittstemperatur von etwa 21 °C. In Jinlong werden vor allem Zuckerrohr, Nassreis, Mais, Bohnen und Obst angebaut. Die wichtigsten Industriebetriebe Jinlongs sind in der Nahrungsmittel- und Arzneimittelherstellung tätig. Durch seine Lage an der Fernstraße X533 und der Provinzstraße S325 sowie durch seine Bildungs- und medizinische Infrastruktur hat Jinlong eine regionale Bedeutung. Der größte Anziehungspunkt für Besucher ist das Dorf der schönen Frauen in Shuangmeng (金龙美女村).
Der Regierungsbezirk Jinlong wurde bereits 1928 eingerichtet, im Jahre 1931 aufgeteilt und 1939 wieder zusammengeführt. Im Jahre 1951 wurde die Gemeinde Jinlong eingerichtet und Zhubu unterstellt. Im Jahre 1958 wurde die Volkskommune Yuanzi eingerichtet und 1959 in Volkskommune Jinlong umbenannt, 1962 aufgelöst und 1965 wiederhergestellt und 1984 endgültig aufgelöst. Die 1984 wiedereingerichtete Gemeinde wurde 1993 zu einer Großgemeinde umgestaltet. Jinlong ist heute auf Dorfebene in 15 Dörfer untergliedert: Jinlong (金龙村), Shuangmeng (双蒙村), Wulian (武联村), Gaoshan (高山村), Guiping (贵平村), Lichou (立丑村), Guangman (光满村), Hengluo (横罗村), Banti (板梯村), Xinxing (新兴村), Minjian (民建村), Qinbi (侵笔村), Huadu (花都村), Sansheng (三圣村), Gansai (敢赛村). Diese fassen 128 dörfliche Siedlungen und 156 Arbeitsbrigaden zusammen.